# Stadler Eurodual
Die Lokomotiven der Eurodual-Familie sind Zweikraftlokomotiven mit dieselelektrischem und elektrischem Antrieb für den Streckendienst, die von Stadler Rail Valencia in Spanien produziert werden. Das erste Exemplar wurde 2019 an die Havelländische Eisenbahn ausgeliefert. Die Lokomotiven zählen zu den größten einteiligen Lokomotiven auf deutschen Gleisen.

## Geschichte

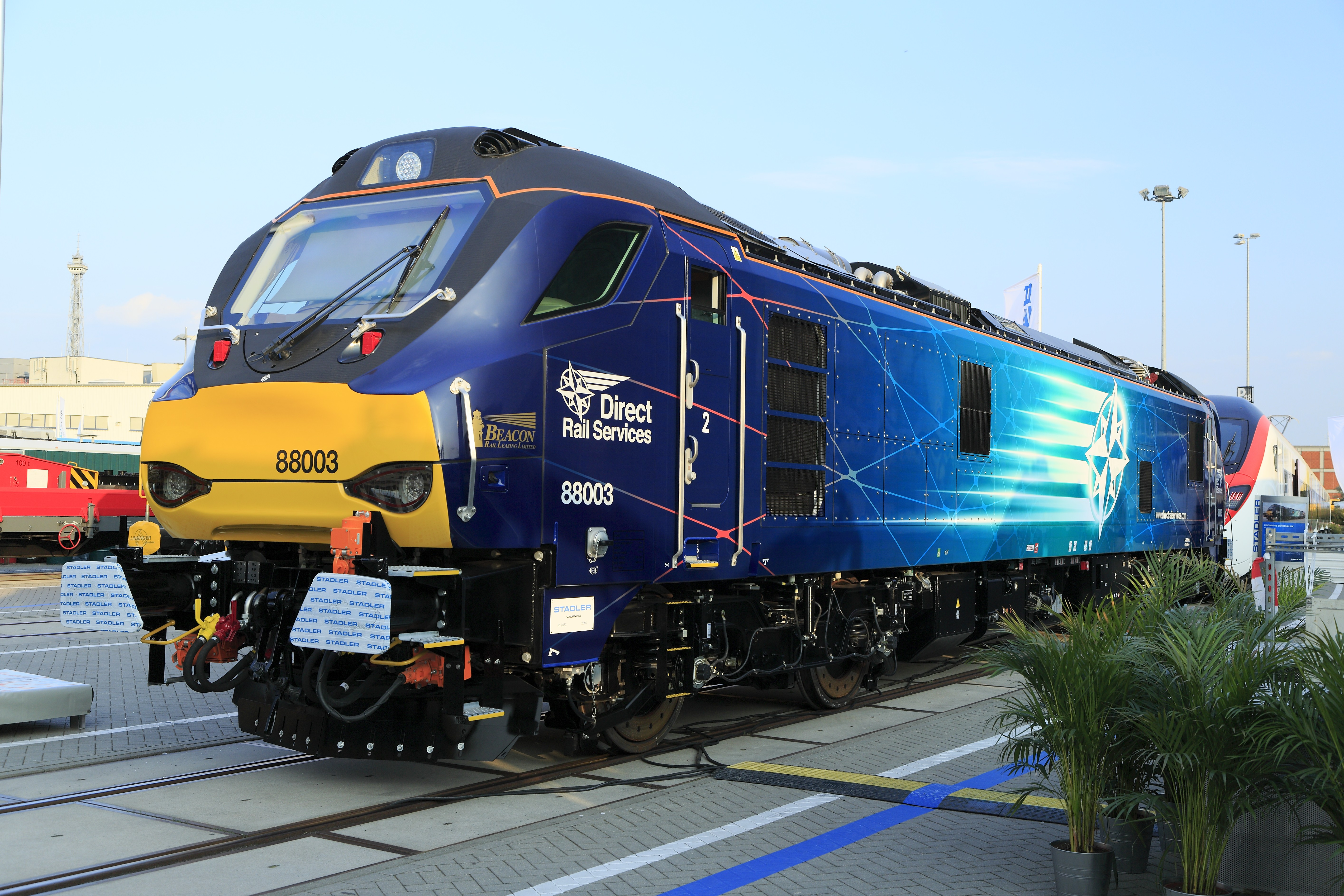
88 003 der Direct Rail Services, von dieser Konstruktion wurde die elektrische Ausrüstung für die Stadler Eurodual übernommen

Die Lokomotiven gehen auf die sechsachsigen Diesellokomotiven Euro 4000, die vierachsigen Beacon Rail Class 68 (2013) und die vierachsigen Zweikraftlokomotiven EuroDual Class 88 aus dem Jahr 2013 zurück. Diese genannten Maschinen wurden noch von Vossloh entwickelt. 2014 wurde auf der Messe InnoTrans auch ein erster Entwurf einer schweren sechsachsigen, zweikraftfähigen Lokomotive von Vossloh vorgestellt.
Nachdem Stadler Rail das Werk bei Valencia von Vossloh übernommen hatte, wurde die Konstruktion weiterentwickelt. 2017 entstand daraufhin eine erste sechsachsige Eurodual für Frankreich. Sie erhielt die NVR-Nummer 92 87 0006 001-7 F-STVA und wurde firmenintern als Eurodual F bezeichnet. Sie ist unter der im französischen Netz üblichen Einphasenwechselspannung von 25 kV mit 50 Hz und der Gleichspannung von 1,5 kV einsetzbar. Der Dieselmotor kann im Gleichstrombetrieb zusätzlich zur Leistungserhöhung verwendet werden. Diese Lokomotive wurde vor ihrem Einsatz in Frankreich, Belgien und Rumänien intensiven Erprobungen unterzogen.
Ende 2018 wurden die ersten Lokomotiven der bestellten zehn Fahrzeuge der Havelländischen Eisenbahn ausgeliefert, die intern als Eurodual D bezeichnet werden und sich vom Prototyp Eurodual F äußerlich und im elektrischen Teil unterscheiden. Noch Ende des Jahres fanden mit der Lokomotive 159 001 erste Testfahrten auf der Strecke von Treuchtlingen nach Donauwörth statt. Auf der Messe Transport logistic in München wurde bekannt, dass die ITL Eisenbahngesellschaft vier Eurodual-Lokomotiven bei Stadler Rail bestellten. Auch das Leasingunternehmen European Loc Pool hat zehn Lokomotiven der Reihe bestellt.
Im deutschen Fahrzeugeinstellungsregister erhielten die Eurodual-Lokomotiven die Stammnummer 2159. Seit November 2021 sind die Lokomotiven auch für den Einsatz in Österreich zugelassen. Im Zeitraum Juni bis Juli 2023 erfolgten Zulassungsfahrten mit der Eurodual 2159 246 in den Balkanländern Slowenien, Kroatien und Serbien. Die ersten Testfahrten erfolgten in Kroatien im Dieselmodus und unter 25 kV / 50 Hz Wechselstrom, danach in Slowenien ausschließlich im Dieselmodus und als letztes in Serbien wieder mit beiden Antriebsarten. Die Zulassung wurde in allen drei Ländern bis Ende 2023[veraltet] erwartet.
Die Euro 9000 ist für den Betrieb in den drei deutschsprachigen Ländern sowie in Belgien und den Niederlanden zugelassen.

## Technik
Die Konstruktion beruht auf Technik des ehemaligen Vossloh-Werks Valencia. Die Lokomotive setzt sich aus Komponenten der Vossloh Euro 4000 (Rahmen und Drehgestelle), der vierachsigen Diesellokomotive UKLIGHT (Class 68) (Tank, Dieselmotoranlage, Lüfter, Abgasanlage) und der zweikraftfähigen, auf der UKLIGHT basierenden Class 88 (Haupttransformator, elektrische Ausrüstung) zusammen. Durch die Kombination dieser Elemente entstand die von der HVLE gewünschte Konfiguration der Baureihe.
Die tragenden Elemente der Lokomotive sind aus verschiedenen Stahlsorten hergestellt. Die Seitenwände des Maschinenraumes sind fest mit dem Rahmen verschweißt. Führerhäuser und Einstiegsräume sind separate Aufbauten. Das Dach besteht aus fünf Segmenten, sie nehmen neben den Stromabnehmern auch andere Komponenten wie die Kühlerlüfter auf. Die Führerstände sind schallisoliert und klimatisiert. Der Lokführer hat seinen Arbeitsplatz in der Mitte des Führerraumes.
Die Drehgestelle gelten trotz ihrer dreiachsigen Ausführung als oberbauschonend, da sie beim Bogenlauf geringere Querkräfte als die zweiachsigen Drehgestelle der Bombardier TRAXX und Siemens Vectron aufweisen. Die Primärfederung erfolgt über Schraubenfedern, die Sekundärfederung wird in Form von Gummi-Metall-Elementen und Schwingungsdämpfern realisiert.
Als Verbrennungsmotor wird ein Sechzehnzylinder-Viertaktdieselmotor C175-16 von Caterpillar mit einer Leistung von 2800 kW verwendet, der elektrische Antrieb hat eine Leistung von 6150 kW bei Speisespannungen von 25 kV / 50 Hz und 15 kV / 16,7 Hz.
Der Wechsel zwischen den Traktionsarten ist im Stand und während der Fahrt möglich, letzteres ist in Deutschland aber nicht zugelassen. Die Lokomotiven verfügen über eine Funkfernsteuerung.

### Technische Daten
Die EuroDual ist eine Zweikraftlokomotive für zwei Fahrleitungsspannungen mit maximal 6150 kW Leistung im Fahrleitungs- sowie 2800 kW Leistung im Dieselbetrieb. Der Dieselmotor ist im Gleichstrombetrieb zuschaltbar.
Varianten der Eurodual sind:
- Euro4001: Dieselelektrische Lokomotive mit 2800 kW Leistung
- Euro6000: Elektrolokomotive für drei Spannungen, mit maximal 6200 kW Leistung
- Euro9000: Elektrolokomotive mit Last-Mile-Modul, mit maximal 9000 kW Leistung im Fahrleitungsbetrieb sowie maximal 1800 kW Leistung im Last-Mile-Modus

|                            | EuroDual | Euro6000                                                          | Euro9000                                                                                               |
| -------------------------- | --- | ----------------------------------------------------------------- | --- |
| Länge über Puffer          | 23 020 mm | 23 020 mm                                                         | 23 020 mm                                                                                              |
| Breite                     | 2900 mm | 2900 mm                                                           | 2900 mm                                                                                                |
| Höhe                       | 4290 mm | 4290 mm                                                           | 4290 mm                                                                                                |
| Achslast                   | 21 t |                                                                   | |
| Achsfolge                  | Bo’Bo’ oder Co’Co’ unterschiedliche Varianten möglich                                                                   | Bo’Bo’ oder Co’Co’ unterschiedliche Varianten möglich             | Bo’Bo’ oder Co’Co’ unterschiedliche Varianten möglich                                                  |
| Spurweite                  | 1435 mm bis 1668 mm unterschiedliche Varianten möglich                                                                  | 1435 mm bis 1668 mm unterschiedliche Varianten möglich            | 1435 mm bis 1668 mm unterschiedliche Varianten möglich                                                 |
| Leistung                   | 6150 kW (Wechselspannungen und 3 kV =) 4100 kW (1,5 kV =) 6000 kW (Gleichspannungs- und Dieselbetrieb) 2800 kW (Diesel) | 6200 kW (25 kV ~) 5600 kW (3 kV =) 4100 kW (1,5 kV =)             | 9000 kW (~) 6000 kW (=) 900 kW (last mile) 1800 kW (last mile) (900 kW= 1 Motor / 1800 kW = 2 Motoren) |
| Traktionsleistung (Diesel) | 2350 kW | −                                                                 | |
| Anfahrzugkraft             | 500 kN | 500 kN                                                            | 500 kN                                                                                                 |
| Elektrische Bremskraft     | 240 kN |                                                                   | |
| Höchstgeschwindigkeit      | 120 – 160 km/h unterschiedliche Varianten möglich                                                                       | 120 – 160 km/h unterschiedliche Varianten möglich                 | 120 – 160 km/h unterschiedliche Varianten möglich                                                      |
| Antrieb                    | elektrisch und dieselelektrisch (Caterpillar C175-16)                                                                   | elektrisch                                                        | elektrisch und dieselelektrisch (Caterpillar C32 (Last-Mile))                                          |
| Tankvolumen                | 3500 l | −                                                                 | |
| Fahrleitungsspannung       | 15 kV, 16,7 Hz ~ 25 kV, 50 Hz ~ 1,5 kV = 3 kV = unterschiedliche Varianten möglich                                      | 25 kV, 50 Hz ~ 1,5 kV = 3 kV = unterschiedliche Varianten möglich | 15 kV, 16,7 Hz ~ 25 kV, 50 Hz ~ 1,5 kV = 3 kV = unterschiedliche Varianten möglich                     |

## Auszeichnungen
Für die Entwicklung der Eurodual ist Stadler Rail (Valencia) gemeinsam mit der Havelländischen Eisenbahn AG (HVLE) im Jahr 2018/2019 mit dem Innovationspreis des Privatbahn Magazin ausgezeichnet worden.

## Einsatz

### HVLE 159 001–010
Die Lokomotiven der Havelländische Eisenbahn sollen mit unterschiedlichen Fahrdrahtspannungen elektrifizierte sowie nichtelektrifizierte Strecken bedienen. Konkret betrifft es die mit 25 kV bei 50 Hz elektrifizierte Rübelandbahn, das mit 15 kV bei 16,7 Hz versorgte deutsche Fernbahnnetz und die bislang nicht elektrifizierten Zulaufstrecken zur Rübelandbahn. Bisher wird dieser Verkehr elektrisch mit Lokomotiven der Reihe 185 und auf den nicht elektrifizierten Abschnitten mit Diesellokomotiven abgewickelt. Die Eurodual wäre die Universallokomotive für diese Dienste. Außerdem ist sie bedeutend leistungsstärker als die gegenwärtig eingesetzten Maschinen und besitzt dazu noch die für die Steilstrecken notwendige Lokreibungslast. Nach den Lokomotiven der Baureihe 251 kommen damit wieder sechsachsige elektrische Lokomotiven auf der Rübelandbahn zum Einsatz. Die Lokomotiven könnten durch ihr Dieselgeneratoraggregat auch Aufgaben auf der „letzten Meile“ mit erledigen, wie bei Einsätzen vor Holztransporten zwischen Goslar-Oker und Kreiensen, oder vor Splitt- bzw. Schotterzügen zwischen Bad Harzburg und Braunschweig oder Grohnde und Hameln, d. h. auf nicht elektrifizierten Endstücken der jeweiligen Fahrtroute.
Die Zulassung der Lokomotiven für die HVLE erfolgte am 12. Februar 2020.
Am 29. August 2020 wurde die 159 003 von DB Fernverkehr für Testfahrten auf der Schnellfahrstrecke Köln/Rhein-Main angemietet. Der Testzug bestand aus zwei Triebzügen der Baureihe 407 sowie einer Lokomotive der Reihe 101. Diese sollte allerdings nur die Masse der Fahrgäste simulieren.
Im Dezember 2020 wurden die Lokomotiven 159 004–007 an die HVLE ausgeliefert. Sie absolvierten Ende Januar 2021 auf der Strecke zwischen Zwickau und Hof ihre Abnahmefahrten.
Am 17. Dezember 2021 bestellte die HVLE eine weitere Lokomotive bei Stadler. Weitere Eurodual werden angemietet.

### Captrain/VFLI

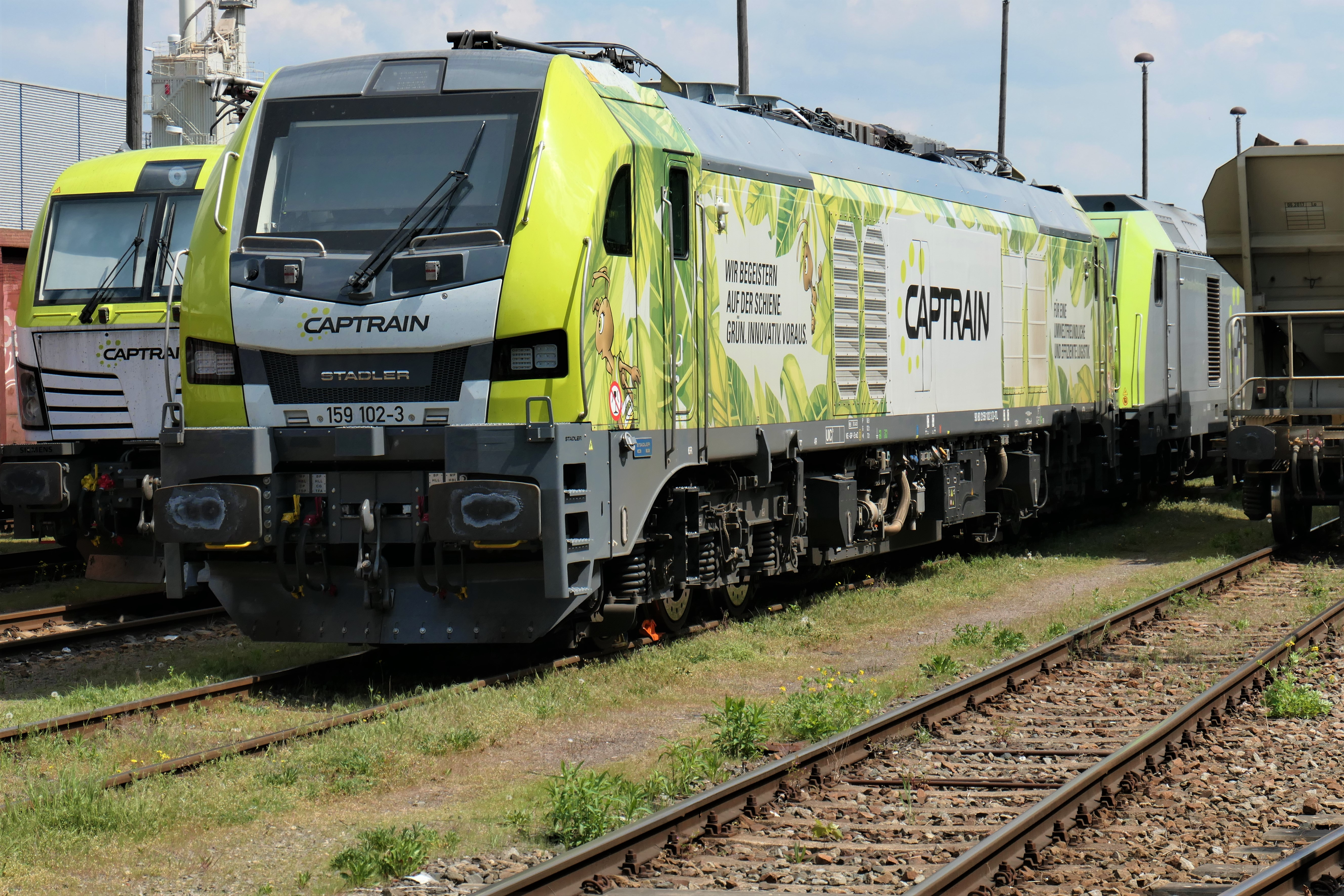
159 102 von Captrain, 2022 auf der Hafenbahn Dresden

#### Deutschland
Die ITL Eisenbahngesellschaft Dresden als Tochter der Captrain Deutschland hat für 2020 vier Lokomotiven bestellt. Diese Lokomotiven erhalten die Nummern 159 101 bis 104. Die erste Lokomotive 159 101 ist Anfang März 2020 in Dienst gestellt worden. Inzwischen sind alle vier Lokomotiven beim Besteller eingetroffen (Oktober 2020). Die Loks haben ein gegenüber den Vorserienlokomotiven der Havelländischen Eisenbahn modifiziertes Frontdesign nach Art des Stadler KISS 3.

#### Frankreich
Am 31. August 2018 unterzeichneten VFLI (seit 2021 Captrain France) und Stadler Rail einen Vertrag über zwölf Euro4001, sowie die Prototyp-Eurodual-Lokomotive.

#### Spanien

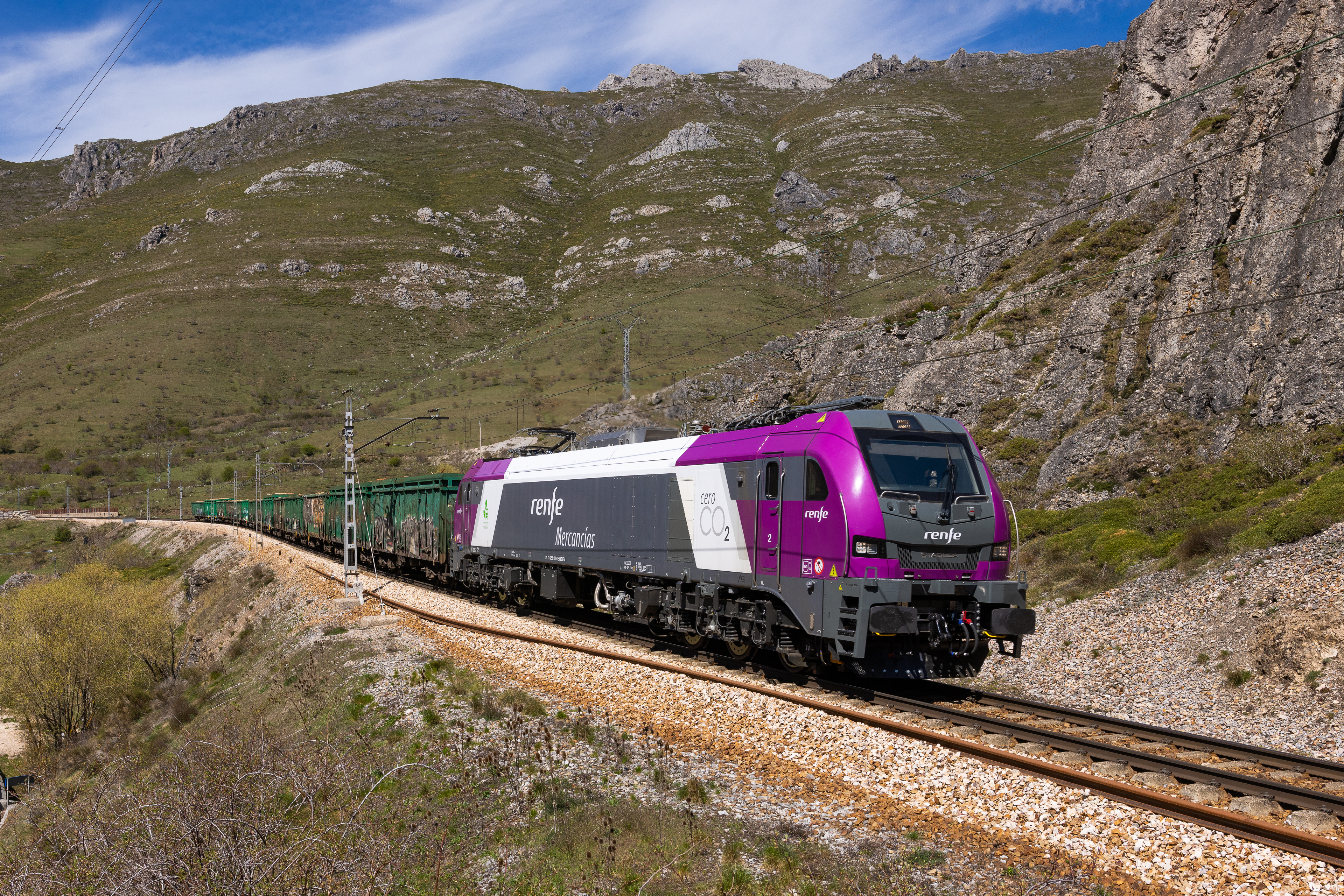
Euro6000 von Renfe Mercancías mit einem schweren Holzzug am Pajares-Pass

Für den Einsatz in Spanien, Portugal, Frankreich und Luxemburg wurden elf Euro6000-Lokomotiven bestellt. Sechs Lokomotiven erhielten Drehgestelle für iberische Breitspur (1668 mm), die restlichen fünf Regelspurdrehgestelle für den Einsatz in Spanien, Frankreich und Luxemburg. Die Lokomotiven werden durch Alpha Trains an Captrain España verleast. Seit dem 31. März 2021 fanden Testfahrten mit der in Frankreich registrierten 0006 001-8 (Euro6000) auf dem spanischen Regelspurnetz und in Frankreich statt. Die Zulassung für Spanien und Frankreich (25 kV uneingeschränkt, 1,5 kV nur Perpignan bis zur spanischen Grenze mit Höchstgeschwindigkeit 30 km/h) wurde am 22. Dezember 2021 durch die Europäische Eisenbahnagentur (ERA) erteilt. Die Breitspurlokomotiven erhalten die Baureihe 256 im spanischen Fahrzeugeinstellungsregister.

### European Loc Pool

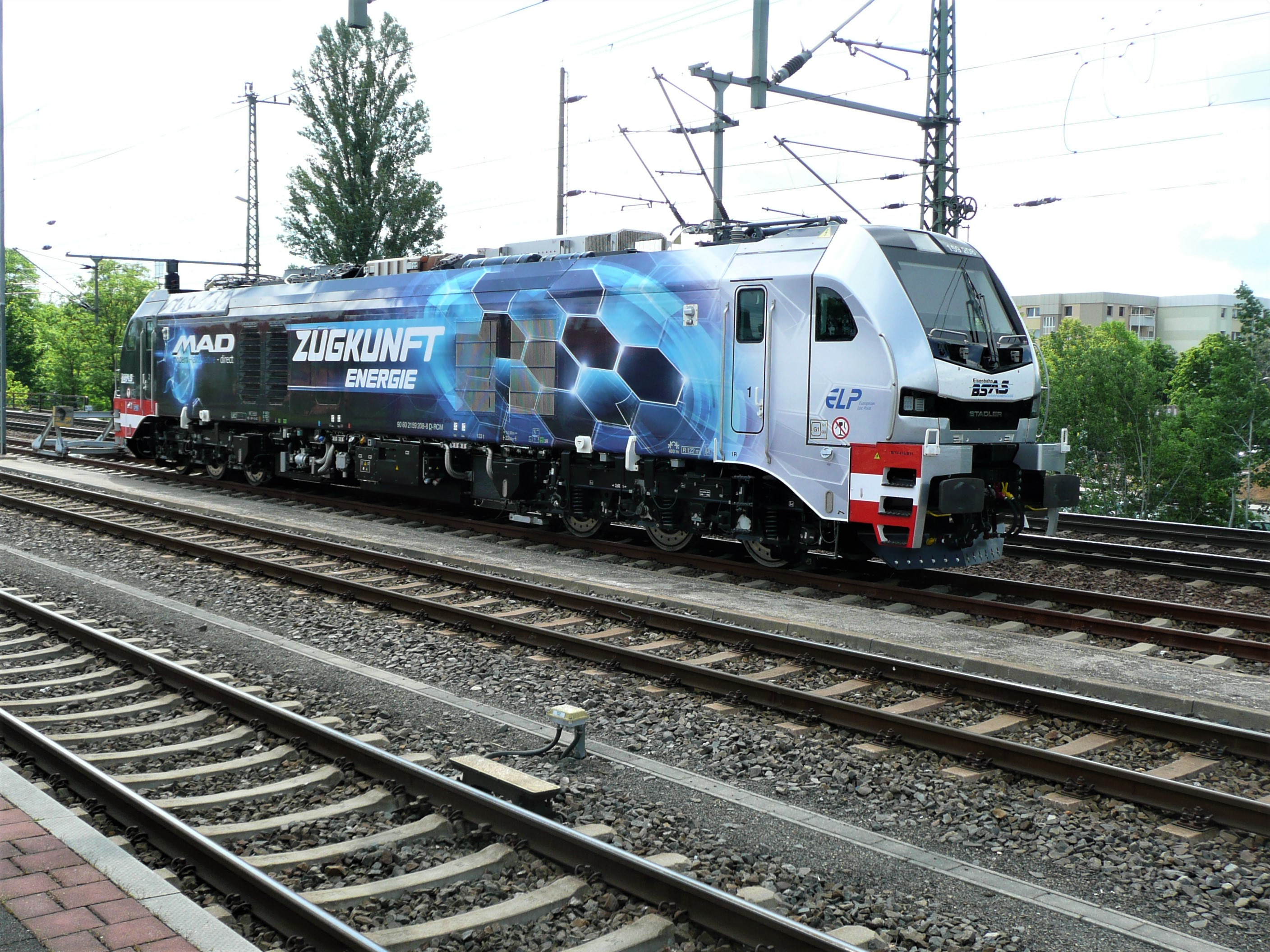
159 208 von ELP, abgestellt Mai 2020 in Dresden Hauptbahnhof

Mitte 2019 unterzeichnete European Loc Pool (ELP) einen Rahmenvertrag für 90 Zweikraftlokomotiven der Eurodual-Familie mit Stadler.
Die ersten Eurodual für Deutschland sowie zwei weitere für Norwegen und Schweden wurden im Jahr 2017 bestellt. Im Mai 2019 wurden die ersten Fahrzeuge aus dem Rahmenvertrag abgerufen: zehn Eurodual- und zehn Euro9000-Lokomotiven. Die Euro9000 sind mit dem Länderpaket DE-AT-CH-IT-BE-NL ausgestattet.
Im März 2020 wurden zehn weitere Eurodual für den deutschen Markt bestellt. Im Januar 2024 bestellte ELP zehn weitere Euro9000-Lokomotiven.

#### Bestellungen
Kunden für die Euro9000 aus der ersten Tranche sind die niederländische Rail Force One sowie die deutsche RTB Cargo.
2021 unterzeichneten DB Cargo und European Loc Pool einen Full-Service-Leasingvertrag über sechs Eurodual-Lokomotiven.
Für den Ausbau grenzüberschreitender Verkehre schloss das Güterverkehrsunternehmen Lokomotion Gesellschaft für Schienentraktion am 1. Juli 2022 mit ELP einen Full-Service-Leasingvertrag für zwei Euro9000 ab. Der Einsatz zusammen mit der Rail Traction Company wurde für das vierte Quartal 2023 angekündigt.
Im Sommer 2023 bestellten BELog, die Havelländische Eisenbahn und Netzwerkbahn Sachsen je eine weitere Eurodual-Lokomotive. Im dritten Quartal des gleichen Jahres bestellten Schweerbau, Nordic Rail Services und RTB Cargo jeweils eine weitere Eurodual-Lokomotive. Rail Force One bestellte eine Euro9000.

#### Ausgelieferte Fahrzeuge

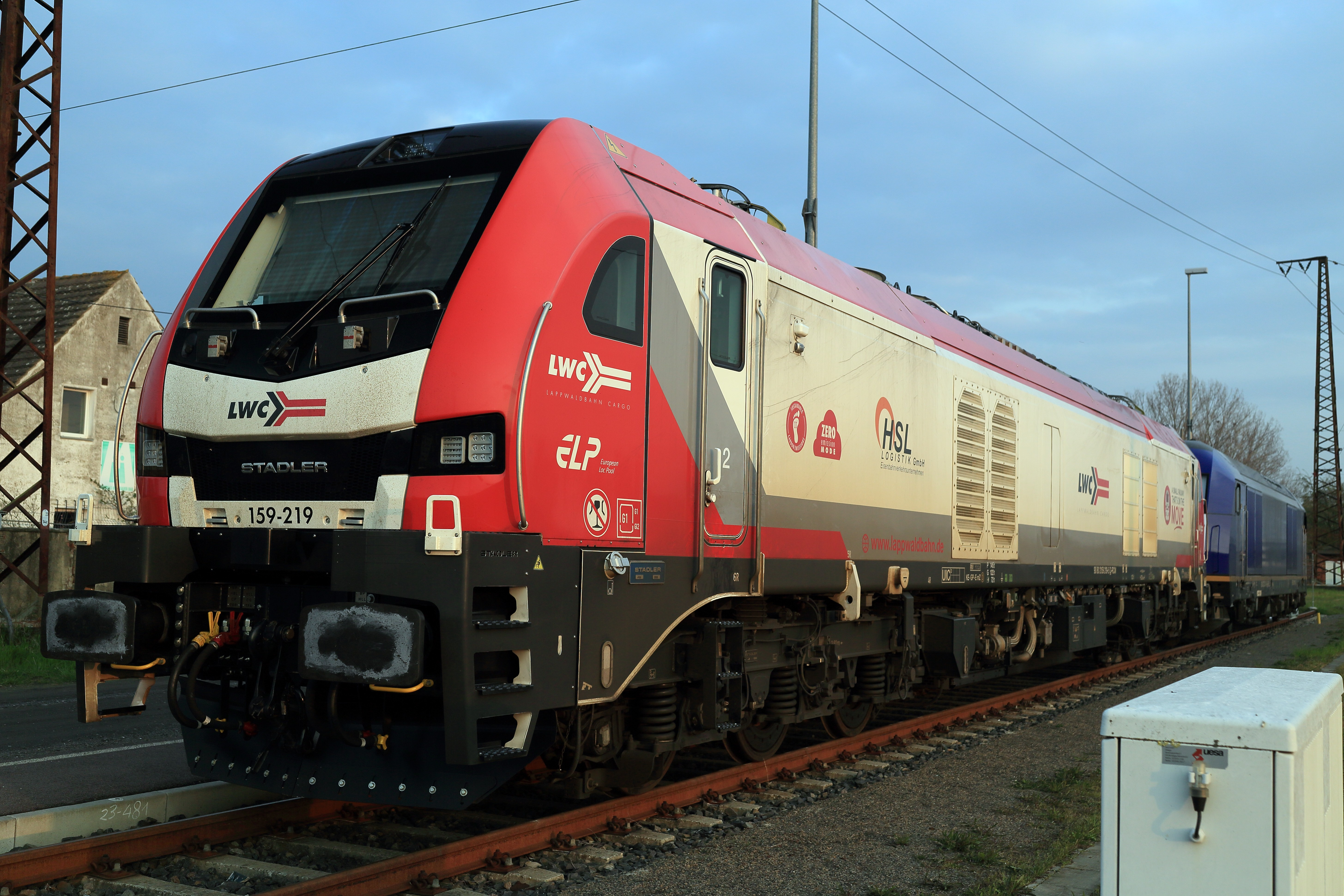
Die 159 219 der Lappwaldbahn im Bahnhof Großkorbetha, 16. April 2021

Die 159 001 und 002 wurden im April 2019 als erste Lokomotiven an ELP ausgeliefert. Sie besitzen das Länderpaket NO-SE sowie ein „Winterpaket“ (Schneeräumer, Einsetzbarkeit bei Temperaturen von bis zu −40 °C). Geleast werden die Loks von Green Cargo. Die Zulassung wurde Anfang November erteilt.
Mit den 159 201 bis 205 wurden Ende Januar/Anfang Februar 2020 die ersten Lokomotiven für Deutschland ausgeliefert, welche an Heavy Haul Power International (HHPI) verleast werden. Die Lokomotiven besitzen ebenfalls ein modifiziertes Frontdesign nach Art des Stadler KISS 3. Die Lokomotiven sollen schwere Kohlezüge von den Class 66 und Class 77 übernehmen.
Am 13. März 2020 erhielt ELP weitere drei Lokomotiven mit den Nummern 159 206 bis 208. Die Lokomotiven wurden zunächst in weißer Farbe und mit Angabe des Leasing-Unternehmens ELP auf dem Seitenwänden angeliefert und werden von verschiedenen EVU gemietet. Die 159 208 wurde mit einer Beklebung der Designerin Gudrun Geiblinger versehen und fährt seit April 2020 für das Unternehmen BSAS Eisenbahn Verkehr.
Im Dezember 2020 folgten weitere drei Lokomotiven mit den Nummern 159 209 bis 211. Die 159 209 und 210 werden wie die 159 208, an die BSAS Eisenbahn Verkehr verleast. Sie besitzen ebenfalls eine Beklebung der Designerin Gudrun Geiblinger. Die 159 211 ist an die Starkenberger Gruppe verleast und in den Farben grau/grün/weiß beklebt.
Ende Dezember folgte die 159 219 für die Lappwaldbahn Cargo. Die Lokomotive ist in grau/rot/weiß beklebt und trägt den Slogan „A small railway that’s on the move“.

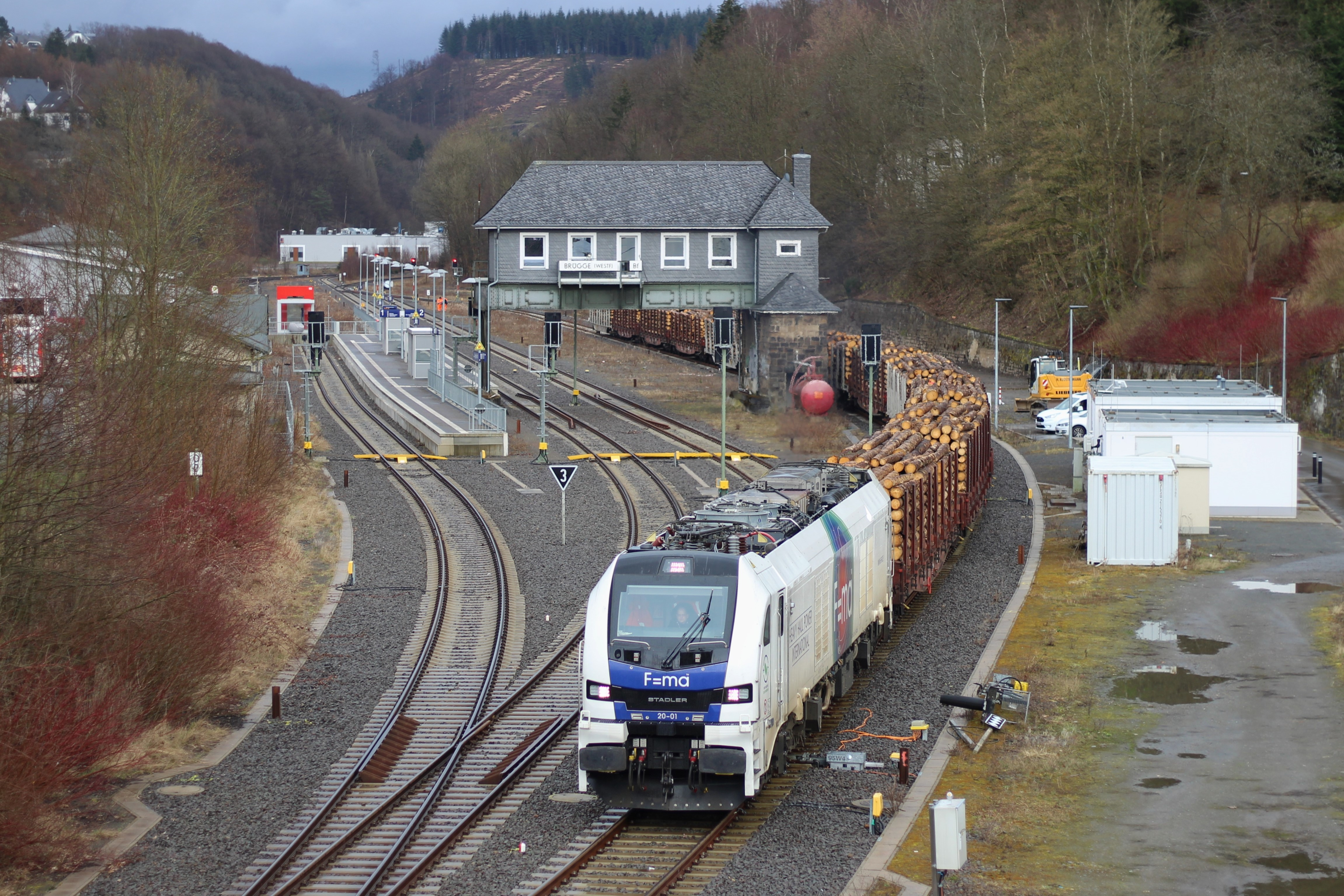
159 201 der HHPI in Lüdenscheid-Brügge, Nordrhein-Westfalen.

Anfang Januar 2021 folgten die 159 212 bis 214. Die 159 212 und 213 sind wie die 159 211 an die Starkenberger Gruppe verleast und in grau/grün/weiß beklebt. Die 159 214 ist an die ecco-rail GmbH aus Wien verleast.
Im Februar 2021 folgten die Lokomotiven 159 220 bis 222. Die 159 220 war an die Fa. Erfurter Bahnservice (EBS) verleast, nach kleinerem Rangierunfall aktuell (16. September 2021) an die Firma Raildox; die 159 221 und 222 an die VTG/Retrack.
Im März 2021 lieferte Stadler die 159 215 und 223 an ELP aus. Die 159 215 wird an die Holzlogistik und Güterbahn GmbH (HLG) und die 159 223 wie die 159 219, an die Lappwaldbahn Cargo verleast.
Im April 2021 folgten die 159 216 für die HLG, die 159 224 für die HHPI sowie die 159 225 für die MEG.
Die Lokomotiven 159 227, 228 und 229 sind an die EBS, die LEG und die EVB verleast.
Die ersten beiden verkehrsroten Lokomotiven (159 242 und 243) wurden im Juni 2022 an die DB Cargo übergeben, die restlichen vier sollten bis Ende des Jahres 2022 folgen.[veraltet]
Im dritten Quartal 2023 wurden jeweils zwei Euro9000-Lokomotiven an Rail Force One und RTB Cargo übergeben. Lokomotion erhielt eine weitere Lokomotive dieses Typs. RTC Cargo, Lokomotion und Ecco-Rail rechneten mit der Auslieferung weiterer Lokomotiven in den kommenden Monaten.[veraltet]

### Körfez Ulaştırma
Körfez Ulaştırma bestellte 2019 sieben Eurodual-Lokomotiven für den Einsatz in der Türkei. Im September 2021, begann die Auslieferung der ersten zwei Loks. Die Testfahrten für die Zulassung begannen kurz darauf. Die Lokomotiven tragen die NVR-Nummer 90 75 9000 0xx-x TR-KUAS.

### GB Railfreight

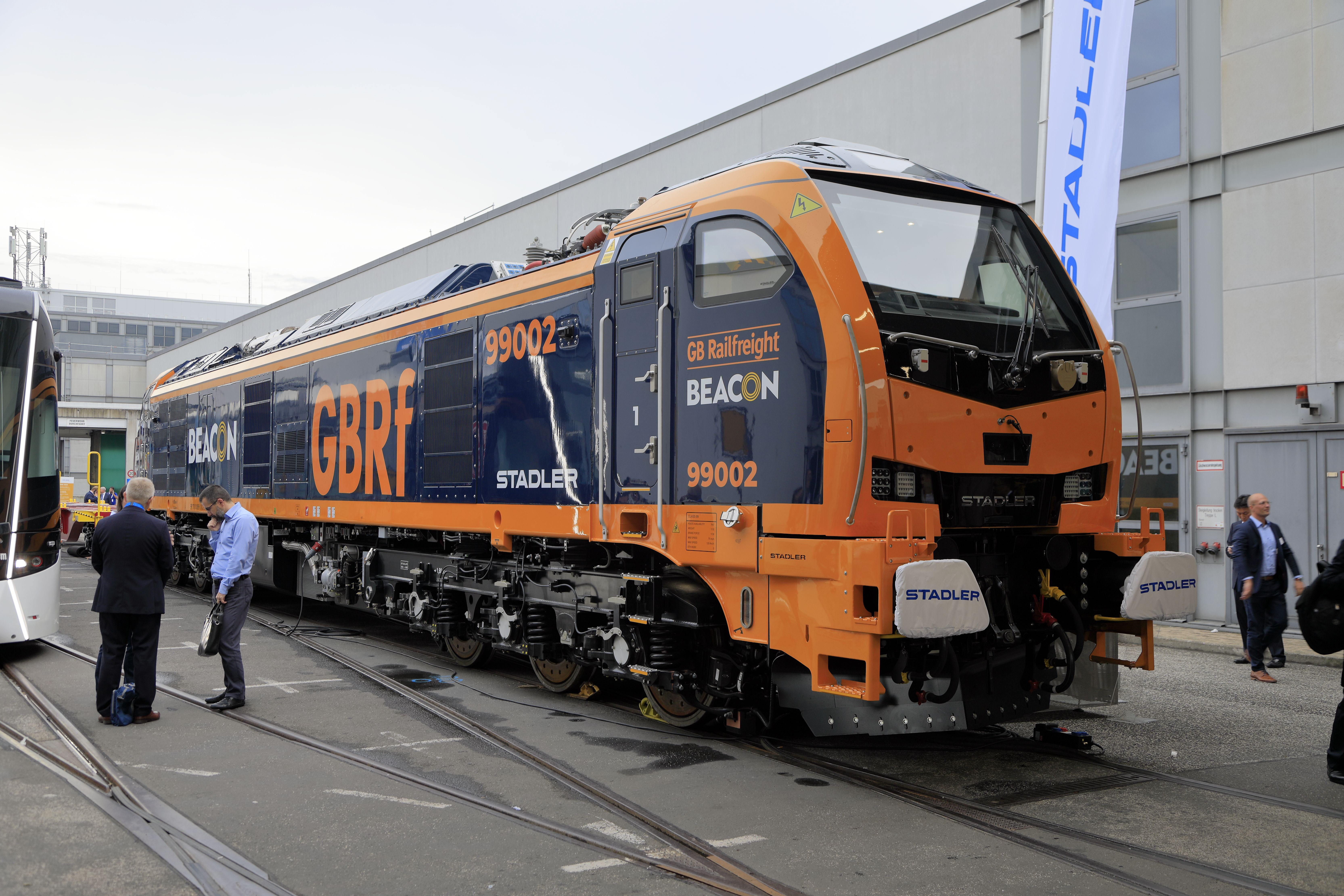
Klasse 99 auf der InnoTrans 2024

Am 29. April 2022 gab GB Railfreight bekannt, 30 EuroDual-Lokomotiven der Klasse 99 für den Einsatz im Vereinigten Königreich bei Stadler bestellt zu haben. Die für das britische Lichtraumprofil angepassten Lokomotiven sollen voraussichtlich ab Ende 2025 eingesetzt werden. Ihre elektrische Leistung beträgt 6150 kW bei einer dauerhaften Zugkraft von 430 kN, ihr Dieselmotor von Cummins leistet 1790 kW. Die Höchstgeschwindigkeit liegt bei 120 km/h.

### Übersicht
| Bild | Jahr | Besteller                                             | Land                   | Anzahl | Option | Typ   | Spurweite in mm | Beleg         | Bemerkungen/Fahrzeugnummer                                          |
| ---- | ---- | ----------------------------------------------------- | ---------------------- | ------ | ------ | ----- | --------------- | ------------- | ------------------------------------------------------------------- |
|      | 2017 | Havelländische Eisenbahn                              | Deutschland            | 14     |        | ED    | 1435            | [ 56 ]        | 159 001–014                                                         |
|      | 2017 | European Loc Pool                                     |                        | 10     |        | ED    | 1435            | [ 31 ]        | 90 74 2159 001–002 S-RCM, 159 201–208                               |
|      | 2018 | ITL/Captrain                                          |                        | 04     |        | ED    | 1435            | [ 57 ]        | 159 101–104                                                         |
|      | 2019 | European Loc Pool                                     |                        | 0      | 90     | s. o. | 1435            | [ 31 ]        | Rahmenvertrag                                                       |
|      | 2019 | European Loc Pool                                     |                        | 10     | 80     | ED    | 1435            | [ 31 ]        | Abruf aus ELP-Rahmenvertrag Nr. 1 159 209–219                       |
|      | 2019 | European Loc Pool                                     |                        | 10     | 70     | E9000 | 1435            | [ 31 ]        | Abruf aus ELP-Rahmenvertrag Nr. 2 90 80 2019 300-3–90 80 2019 301-1 |
|      | 2019 | Körfez Ulaştırma                                      | Türkei                 | 07     |        | ED    | 1435            | [ 59 ]        |                                                                     |
|      | 2019 | VFLI                                                  |                        | 01     |        | ED    | 1435            | [ 60 ]        | ex-Prototyp, 92 87 0006 001-7 F-VFLI                                |
|      | 2020 | European Loc Pool                                     |                        | 10     | 60     | ED    | 1435            | [ 31 ]        | Abruf aus ELP-Rahmenvertrag Nr. 3 159 220–229                       |
|      | 2020 | Alpha Trains/Captrain España                          |                        | 05     | 16     | E6000 | 1435            | [ 61 ]        | Rahmenvertrag für 21 Euro6000-Loks, 0006 001–005                    |
|      | 2020 | Alpha Trains/Captrain España                          | Spanien                | 06     | 10     | E6000 | 1668            | [ 61 ]        | Abruf aus AT-Rahmenvertrag Nr. 2, 256 001–003, 006–008              |
|      | 2020 | European Loc Pool                                     |                        | 10     | 50     | ED    | 1435            | [ 62 ]        | Abruf aus ELP-Rahmenvertrag Nr. 4                                   |
|      | 2021 | Renfe                                                 | Spanien                | 12     |        | E6000 | 1668            | [ 63 ]        |                                                                     |
|      | 2021 | European Loc Pool                                     |                        | 14     | 36     | ED    | 1435            | [ 64 ]        | Abruf aus ELP-Rahmenvertrag Nr. 5                                   |
|      | 2021 | Alpha Trains/Continental Rail                         | Spanien                | 04     |        | E6000 | 1668            | [ 65 ] [ 66 ] | 256 004–005, 009–010                                                |
|      | 2021 | Medway                                                | Spanien / Portugal     | 16     |        | E6000 | 1668            | [ 68 ]        |                                                                     |
|      | 2021 | European Loc Pool                                     |                        | 10     | 26     | E9000 | 1435            | [ 69 ]        | Abruf aus ELP-Rahmenvertrag Nr. 6                                   |
|      | 2021 | Havelländische Eisenbahn                              | Deutschland            | 01     |        | ED    | 1435            | [ 19 ]        |                                                                     |
|      | 2021 | European Loc Pool                                     |                        | 10     | 16     | ED    | 1435            | [ 69 ]        | Abruf aus ELP-Rahmenvertrag Nr. 7                                   |
|      | 2022 | Alpha Trains/Captrain España                          |                        | 03     | 07     | E6000 |                 | [ 71 ]        | Abruf aus AT-Rahmenvertrag Nr. 3                                    |
|      | 2022 | Beacon Rail Leasing/GB Railfreight                    | Vereinigtes Königreich | 30     | 20     | ED    | 1435            | [ 54 ]        | 99001–99030                                                         |
|      | 2022 | e.g.o.o. Eisenbahngesellschaft Ostfriesland-Oldenburg | Deutschland            | 01     |        | ED    | 1435            | [ 72 ]        |                                                                     |
|      | 2022 | Raildox                                               | Deutschland            | 02     |        | ED    | 1435            | [ 73 ]        | 159 444, 555                                                        |
|      | 2023 | Arkas Lojistik                                        | Türkei                 | 05     |        | ED    | 1435            | [ 74 ]        |                                                                     |
|      | 2023 | Havelländische Eisenbahn                              | Deutschland            | 1      |        | ED    | 1435            | [ 75 ]        | 159 011                                                             |
|      | 2023 | ITL/Captrain                                          | Deutschland            | 2      |        | ED    | 1435            | [ 75 ]        | 159 105-6,159 106-4                                                 |
|      | 2024 | Havelländische Eisenbahn                              | Deutschland            | 3      |        | ED    | 1435            |               | 159 012-014                                                         |
|      | 2024 | LTG Cargo                                             | Litauen                | 17     |        | k. A. | 1520            | [ 78 ]        |                                                                     |
|      |      | EuroDual (gesamt)                                     |                        | 134    | 16 1   |       |                 |               |                                                                     |
|      |      | Euro6000 (gesamt)                                     |                        | 46     | 7      |       |                 |               |                                                                     |
|      |      | Euro9000 (gesamt)                                     |                        | 20     | 16 1   |       |                 |               |                                                                     |
|      |      | Gesamt                                                |                        | 213    | 26     |       |                 |               |                                                                     |